# Ichthyophis mindanaoensis
Ichthyophis mindanaoensis é uma espécie de anfíbio gimnofiono. É endémica das Filipinas. Embora aparente ser comum, a sua distribuição é fragmentada. Ocorre em floresta húmida e habitats agrícolas associados.